# Aguarunichthys
Aguarunichthys is een geslacht van straalvinnige vissen uit de familie van de antennemeervallen (Pimelodidae).

## Soorten
- Aguarunichthys inpai Zuanon, Rapp Py-Daniel & Jégu, 1993
- Aguarunichthys tocantinsensis Zuanon, Rapp Py-Daniel & Jégu, 1993
- Aguarunichthys torosus Stewart, 1986